# Gaetano Tibaldi
(4 aprile 1848, proclama di Gaetano Tibaldi ai volontari cremonesi di ogni classe, ceto e borgo: il Risorgimento era evento popolare.)
Gaetano Tibaldi (Cremona, 11 maggio 1805 – Brescia, 20 novembre 1888) è stato un avvocato, militare e patriota italiano.

## Biografia

### Rivoluzionario ed esule
Si accostò agli alti ideali del patriottismo frequentando il ginnasio-liceo di Cremona, istituto che durante l'intera occupazione austriaca caldeggiò la causa nazionale e contribuì ad assecondare moti studenteschi e società segrete. Conseguita la licenza liceale fu studente di Legge all'università di Padova, dove si laureò nel 1827.
Nei primi anni ‘30 aderì al comitato cremonese della Giovine Italia delineandosi tra i più accesi seguaci mazziniani. Nel gennaio 1834 congiunse un drappello di focosi concittadini ad un centinaio di fuoriusciti italiani, francesi e polacchi, prendendo parte alla fallita impresa di invasione della Savoia guidata dal generale Gerolamo Ramorino.

Rientrato a Cremona seguitò i contatti con l'ambiente rivoluzionario, sfuggendo in più riprese al controllo serrato della Polizia austriaca.
Oppresso fuggì a Lugano dove fu presto identificato senza passaporto e allontanato dal Governo svizzero. Con decreto del 26 gennaio 1836 fu ritenuto legalmente indiziato dalla polizia austriaca per alto tradimento. Esule trovò quindi rifugio a Londra, lavorando qualche mese come insegnante d'italiano. Nella capitale inglese incrociò parecchi connazionali, tra questi il concittadino Cesare Zoncada, con cui decise di partire per il Portogallo, arruolandosi nella Legione straniera francese.

### Carriera militare
Nello stesso 1836, sempre con Zoncada, combatté in Spagna tra le file dei Costituzionalisti (in favore dell'infanta Isabella, figlia della regina Maria Cristina) durante la Prima guerra carlista. In quel frangente ebbe ai suoi ordini Enrico Cialdini e Giacomo Medici, futuri protagonisti della lotta risorgimentale. Al termine della battaglia di Sparaquera, nella quale riportò una grave ferita al braccio, fu risolutivamente decorato con la medaglia d'oro al valor militare e guadagnò la promozione sul campo al grado di colonnello.
Il consenso militare valse l'ammirazione di Giuseppe Mazzini che nel 1838 lo scelse di persona fra i trenta patrioti incaricati di organizzare lo sbarco in Romagna, in vista di un'insurrezione popolare. Ravvisato dell'improvvisa morte del padre dovette però abdicare l’incarico e rincasare per risolvere gli affari di famiglia. Nel 1839 a Cremona sposò Carlotta Ferragni, sorella di Francesco Ferragni, esponente di una famiglia cremonese che diede numerosi patrioti alla causa italiana (vedi famiglia Ferragni).
Nel 1840 ripartì quindi per la Spagna dove, a Valencia, si procurò una seconda ferita al braccio che lo obbligò a rientrare definitivamente nella sua città. Qui, godendo dell'amnistia concessa dall'Austria ai profughi politici, intraprese l'attività di avvocato vedendosi però negata la firma all'esercizio legale della professione. Ciononostante la riconosciuta onestà, serietà e cultura gli procurarono ampia clientela.

### Prima guerra d'indipendenza
Durante i moti liberal-nazionali del 1848 capeggiò gli insorti cremonesi divenendo membro del Governo Provvisorio cittadino con incarichi di fiducia. Contestualmente fu nominato membro del Governo Provvisorio Lombardo.
In seguito alle investiture fu accompagnatore degli ussari in partenza da Cremona verso il mantovano. Durante il viaggio fu catturato dai militi austriaci che lo imprigionarono e ne discussero la fucilazione.
Graziato tornò a Cremona dove si adoperò alla formazione della colonna Tibaldi, una formazione militare composta da centocinquanta giovani volontari.

Il 9 aprile 1848 partì con l'intero reparto verso Salò, quartiere del generale Allemandi, comandante dei Corpi Volontari Lombardi. Due giorni più tardi guadò il Caffaro varcando il confine di stato e giungendo a Storo, nel Tirolo italiano. Il giorno 12 aprile fu quindi a Tione dove fu proclamato il Governo Provvisorio.

Il 16 aprile occupò Stenico, innescando la ritirata austriaca. In seguito, su disposizione del generale Allemandi, ordinò l’intera colonna a difesa della sollevazione antiasburgica, posizionandola sulle pendici di un colle sovrastante il paese di Sclemo. Proprio qui, nella notte tra il 19 e il 20 aprile 1848, combatté a fianco dei bersaglieri capitanati da Luciano Manara subendo la perdita di 20 giovani barbaramente trucidati a colpi di baionetta dai fanti austriaci.
Rientrato a Cremona lavorò all'istituzione di una seconda colonna mobile. Nonostante la disorganizzazione, i sabotaggi e lo sbandamento, ben 300 uomini risposero positivamente all’arruolamento. Con decreto del Governo Lombardo il 5 luglio 1848 ebbe ufficialmente conferito il comando della seconda colonna Tibaldi. La formazione partì fervente sotto il suo comando con l'ordine di portarsi a Ponte Caffaro a sostegno del generale Giacomo Durando.
In seguito alla battaglia di Custoza e l'armistizio di Salasco (9 agosto 1848) ripiegò forzatamente in Piemonte dove fu nominato maggiore nelle file della Legione lombarda e nel marzo del 1849 prese parte alla battaglia di Novara, scontro decisivo della Prima guerra d'indipendenza.

Sconfitto fuggì a Roma per partecipare alla difesa della Repubblica romana. Dopo due mesi di strenua resistenza capitolò il 4 luglio 1849 in seguito al risolutivo intervento militare di Napoleone III che per convenienza politica ristabilì l’ordinamento pontificio. Battagliero fu quindi a Venezia, dove la Repubblica di San Marco si oppose all'Austria fino all'assedio del 24 agosto.
In questi stessi mesi, con la rioccupazione asburgica del Lombardo-veneto, ebbe più volte perquisita l'abitazione di Cremona risultando però inappuntabile grazie alla previdenza di moglie e figlia che eliminarono con solerzia ogni documento che potesse risultare compromettente.

### Di nuovo esule
Al termine della prima Guerra d'Indipendenza fu vincolato nel Regno di Sardegna stabilendosi a Voghera e rimanendo nell'Esercito sardo col grado di Maggiore del 20º Reggimento Fanteria Lombarda, 3º Battaglione.
Nel novembre 1853 fu compreso nell'editto dei sequestri economici relativo ai profughi politici. Nullatenente e ricercato dalla polizia emigrò in Francia dove promosse operosa attività cospirativa e divenne agente fiduciario di Mazzini. In seguito all'atto terroristico di Felice Orsini contro Napoleone III fu coinvolto nell'indagine a carico di patrioti italiani esuli a Parigi. Rinvenuto in possesso di materiale comparabile a quello usato nell'attentato fu giudicato davanti alla Corte d'assise della Senna che il 3 settembre 1857 lo condannò alla pena della deportazione. Nel gennaio 1858 fu risolutivamente espulso dal territorio francese dandosi alla latitanza sino al termine della Seconda guerra d'indipendenza (Armistizio di Villafranca, 11 luglio 1859).
In un Lombardo-veneto liberato ebbe finalmente modo di rientrare a Cremona dove riprese a svolgere la professione d'avvocato. Contestualmente si dedicò al progetto d'istituzione della Guardia Civica cremonese, struttura garante dell'ordine pubblico. Popolare ed apprezzato fu proposto al ruolo di deputato del Regno di Sardegna ma rifiutò il prestigioso incarico per seguitare le faccende intraprese.
Durante gli anni '60 dell'800 condivise gli impegni politici nella sua città dove fu eletto più volte consigliere comunale. Il 10 novembre 1888 il popolo cremonese riconoscente gli intitolò una via del centro storico cittadino. Morì a Brescia dieci giorni più tardi.

Era zio dell'avvocato e politico socialista Luciano Ferragni.